# Кристин Гириш
Кристин Гириш (Цвикау 20. август 1990) је немачка атлетичарка специјалиста за троскок и скок удаљ.

## Спортска биографија
У четвртом разреду њен наставник математике учланио је у месни АК Форвертс и од 2006. усмерио је на троскок.
Године 2007. постала је немачкa првакиња У-18, а на Светском првенству за младе у Острави шеста. У 2009 победила је на немачким првенствима У-20 и У-23. Скочила са 14,02 м што је немачки рекорд за младе. На Европском јуниорском првенству у Новом Саду завршила је као пета. На немачком јуниорском првенству 2010. у Регенсбургу била је друга, а 2011. на Европском првенству за млађе сениоре у Острави морала је одустати у финалу због повреде.
У 2012. поново је прва на У-23 првенству Немачке и први пут немачки првак у сениорској конкуренцији у дворани. Те године поправила је лични рекорд на 14,19 м. Убрзо након тога, учествовала је на светском првенству у дворани у Истанбулу, где је елиминисана у квалификацијама. На Европском првенству у дворани 2015. у Прагу је четврта, а највећи дотадашњи успех постигла је на 34. Европском првенству у дворани 2017. освојивши златну медаљу.

## Значајнији резултати
| Год.    | Такмичење                    | Место                  | Плас.    | Рез.        | Дет.    |         |
| Немачка | Немачка                      | Немачка                | Немачка  | Немачка     | Немачка | Немачка |
| ------- | ---------------------------- | ---------------------- | -------- | ----------- | ------- | ------- |
| 2007.   | Светско првенство У-18       | Острава, Чешка         | 6.       | 12,70 м     |         |         |
| 2009.   | Европско првенство У-20      | Нови Сад, Србија       | 5.       | 13,42 м (в) |         |         |
| 2011.   | Европско првенство У-23      | Острава, Чешка         | 10. (кв) | 13.23 m1    |         |         |
| 2012.   | Светско првенство у дворани  | Истанбул               | 17.      | 13,67 м     |         |         |
| 2014.   | Европско првенство           | Цирих, Швајцарска      | 4.       | 13,76 м     |         |         |
| 2015.   | Европско првенство у дворани | Праг, Чешка            | 4.       | 14,46 м     |         |         |
| 2015.   | Светско првенство            | Пекинг. Кина           | 8.       | 14,25 м     |         |         |
| 2016.   | Светско првенство у дворани  | Потланд, САД           |          | 14,30 м     |         |         |
| 2016.   | Европско првенство           | Амстердам, Холандија   | 8.       | 14,03       |         |         |
| 2016.   | Олимпијске игре              | Рио де Женеиро, Бразил | 11.      | 13,96       |         |         |
| 2017.   | Европско првенство у дворани | Београд                |          | 14.37 м     |         |         |

1Није стартовала у финалу због повреде.

## Лични рекорди
- Троскок – 14,31 Улм 2013.
- Троскок (дворана) – 14,46 Праг 2015.